# Pedro Emanuel
Pedro Emanuel, właśc. Pedro Emanuel dos Santos Martins Silva (ur. 11 lutego 1975 w Luandzie) – portugalski piłkarz występujący na pozycji obrońcy.

## Kariera klubowa
Pedro Emanuel zawodową karierę rozpoczynał w zespole FC Marco, w którym grał w sezonie 1993/1994. Następnie na rok przeniósł się do AD Ovarense, by kolejne rozgrywki spędził w FC Penafiel. We wszystkich tych trzech drużynach Emanuel występował w podstawowej jedenastce i łącznie rozegrał dla nich 87 ligowych pojedynków. W 1996 roku Portugalczyk przeniósł się do Boavisty FC, dla której grał aż do roku 2002. Dla ekipy „Panter” portugalski zawodnik zaliczył 154 występy i strzelił dwie bramki.
W 2002 roku Emanuel podpisał kontrakt z FC Porto i ligowy debiut zaliczył 25 sierpnia w zremisowanym 2:2 spotkaniu z CF Os Belenenses. Już w debiutanckim sezonie występów w FC Porto Helton razem z zespołem zwyciężył w rozgrywkach Pucharu UEFA. Rok później pokonując w finale AS Monaco 3:0 Pedro Emmanuel triumfował natomiast w Champions League. W sezonie 2005/2006, kiedy ówczesny kapitan „Smoków” – Vítor Baía stracił miejsce między słupkami na rzecz Heltona, opaskę kapitańską zaczął zakładać właśnie Emanuel. Razem z Porto portugalski obrońca pięć razy sięgnął po tytuł mistrza kraju i trzy razy wywalczył Puchar Portugalii.
Po zakończeniu sezonu 2008/2009 zawodnik postanowił zakończyć piłkarską karierę i został trenerem sekcji juniorów Porto do lat siedemnastu.

## Kariera reprezentacyjna
Pedro Emmanuel urodził się w Angoli, jednak nigdy nie grał w reprezentacji tego kraju. Media spekulowały, że wychowanek F.C. Marco chce w przyszłości grać dla reprezentacji Portugalii. Przed rozpoczęciem Mistrzostw Świata 2006 Emmanuel dostał ofertę gry dla drużyny narodowej Angoli, jednak FIFA poinformowała, że w przyszłości będzie on mógł grać tylko dla zespołu Portugalii.

## Sukcesy
Piłkarz
- Mistrzostwo Portugalii: 2000/2001, 2002/2003, 2003/2004, 2005/2006, 2007/2008, 2008/2009
- Puchar Portugalii: 1996/1997, 2002/2003, 2005/2006, 2008/2009
- Superpuchar Portugalii: 2003/2004
- Puchar UEFA: 2002/2003
- Liga Mistrzów: 2003/2004
- Puchar Interkontynentalny: 2004/2005

Trener
- Puchar Portugalii: 2011/2012